# Larry Drake
Pour les articles homonymes, voir Drake.
Larry Drake, né le 21 février 1949 à Tulsa, en Oklahoma, aux (États-Unis), et mort le 17 mars 2016 à Hollywood, quartier de Los Angeles, en Californie, aux (États-Unis), est un acteur américain.

## Biographie
Larry Richard Drake est née à Tulsa en Oklahoma. Ses parents sont Raymond John Drake, ingénieur dans la compagnie pétrolière et Lorraine Ruth (née Burns), une ménagère.
Il a fait ses études à Tulsa Edison High School, puis a obtenu le diplôme de l’université d’Oklahoma.
Larry Drake est notamment connu pour ses rôles du sympathique « Benny Stulwicz » dans la série télévisée La Loi de Los Angeles, et du truand Robert G. Durant, méchant du film Darkman.
Il est décédé du cancer.

## Filmographie sélective
- 1980 : Le Chinois : Herbert
- 1981 : Les Fleurs de sang (TV) : Bubba Ritter
- 1984 : Karaté Kid (The Karate Kid) : Yahoo #1
- 1990 : Darkman : Robert G. Durant
- 1991 : Murder in New Hampshire: The Pamela Wojas Smart Story (TV) : Mark Sisti
- 1992 : Dr. Rictus : Dr Evan Rendell
- 1993 : Sister Act, acte 2 (Sister Act 2: Back in the Habit) : un collègue du Père Wolfgang
- 1994 : One More Mountain (TV) : Patrick Breen
- 1995 : Au-delà du réel : l'aventure continue / The Outer Limits (série télévisée) : Robert Vitale (Épisode 1.18 : Le message).
- 1995 : Darkman 2 : Le retour de Durant (vidéo) : Robert G. Durant
- 1995 : The Journey of August King : Olaf Singletary
- 1996 : La Bête (TV) : Lucas Caven
- 1997 : Bean, le film le plus catastrophe : Elmer
- 1998 : Paranoia : Calvin Hawks
- 1998 : The Treat : Ray
- 1998 : Livraison Express, de Jason Bloom (en) : Hal Ipswich
- 1999 : Batman, la relève: Le Film (TV) : Jackson Chapelle (voix)
- 1999 : Inferno : Ramsey Hogan
- 1999 : Durango Kids : Dudley
- 2001 : Dark Asylum : The Trashe
- 2001 : Stargate SG-1 (saison 5, épisode 7) : Burrock
- 2002 : Firefly (épisode 4, Le Duel) : Sir Warwick Harrow
- 2009 : Green Lantern : Le Complot (Green Lantern: First Flight) : Ganthet (voix)